# Domingo Amestoy
 (août 2025).
La mise en forme du texte ne suit pas les recommandations de Wikipédia : il faut le « wikifier ».
Les points d'amélioration suivants sont les cas les plus fréquents. Le détail des points à revoir est peut-être précisé sur la page de discussion.
- Les titres sont pré-formatés par le logiciel. Ils ne sont ni en capitales, ni en gras.
- Le texte ne doit pas être écrit en capitales (les noms de famille non plus), ni en gras, ni en italique, ni en « petit »…
- Le gras n'est utilisé que pour surligner le titre de l'article dans l'introduction, une seule fois.
- L'italique est rarement utilisé : mots en langue étrangère, titres d'œuvres, noms de bateaux, etc.
- Les citations ne sont pas en italique mais en corps de texte normal. Elles sont entourées par des guillemets français : « et ».
- Les listes à puces sont à éviter, des paragraphes rédigés étant largement préférés. Les tableaux sont à réserver à la présentation de données structurées (résultats, etc.).
- Les appels de note de bas de page (petits chiffres en exposant, introduits par l'outil «  Source ») sont à placer entre la fin de phrase et le point final[comme ça].
- Les liens internes (vers d'autres articles de Wikipédia) sont à choisir avec parcimonie. Créez des liens vers des articles approfondissant le sujet. Les termes génériques sans rapport avec le sujet sont à éviter, ainsi que les répétitions de liens vers un même terme.
- Les liens externes sont à placer uniquement dans une section « Liens externes », à la fin de l'article. Ces liens sont à choisir avec parcimonie suivant les règles définies. Si un lien sert de source à l'article, son insertion dans le texte est à faire par les notes de bas de page.
- La présentation des références doit suivre les conventions bibliographiques. Il est recommandé d'utiliser les modèles {{Ouvrage}}, {{Chapitre}}, {{Article}}, {{Lien web}} et/ou {{Bibliographie}}. Le mode d'édition visuel peut mettre en forme automatiquement les références.
- Insérer une infobox (cadre d'informations à droite) n'est pas obligatoire pour parachever la mise en page.

Pour une aide détaillée, merci de consulter Aide:Wikification.
Si vous pensez que ces points ont été résolus, vous pouvez retirer ce bandeau et améliorer la mise en forme d'un autre article.
Pour les articles homonymes, voir Amestoy.

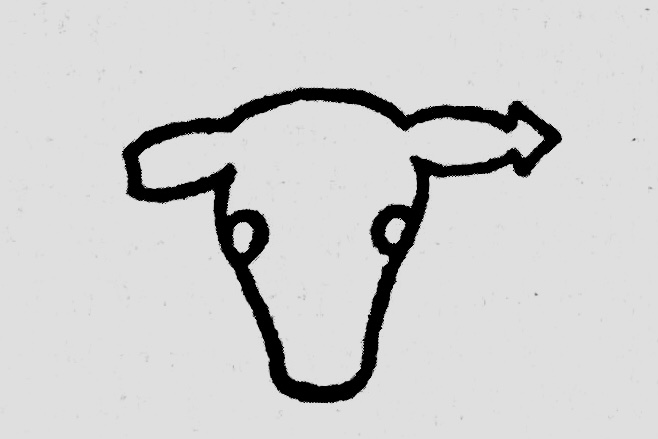
Marque du bétail Domingo Amestoy

Domingo Amestoy — né Dominique— (c. 1822–1892), était un berger basque et banquier, l'un des fondateurs originaux à fournir le financement de la Farmers and Merchants Bank à Los Angeles, en Californie, en 1871.

## Biographie
Né dans le village basque de Saint-Pierre-d'Irube, France,, Domingo Amestoy arrive en Californie en passant par l'Argentine en 1851. Amestoy démarre une modeste entreprise d'élevage de moutons et en quelques années, il fait fortune. Il est l'un des plus grands producteurs de laine du sud de la Californie dans les années 1860. En 1871, il achète pour 500 000 $ d'actions de la nouvelle Farmers and Merchants Bank de Los Angeles. En 1874, il retourne en France et se marie. En 1875, Amestoy déménage sa famille sur 650 acres (2,6 km2) du « Rosecrans Rancho » dans ce qui est aujourd'hui Gardena. En 1880, il posséde plus de 30 000 têtes de moutons, dont la plupart sont des mérinos espagnols à laine fine
En 1889, il acquiert la totalité des 4 500 acres (18,2 km2) du Rancho Los Encinos dans la vallée de San Fernando. Après la mort de Domingo Amestoy le 11 janvier 1892, ses fils, John et Peter Amestoy, reprennent l'exploitation du ranch et changent le nom en ranch Amestoy. Comme d'autres ranchs de la vallée de San Fernando à l'époque, les Amestoy cultivent du blé et de l'orge. La famille Amestoy détient le titre de propriété du rancho pendant cinquante-cinq ans. En 1915, la subdivision du rancho commence à se développer plus tard dans les communautés de Sherman Oaks et d'Encino. Les Amestoy conservent 100 acres (0,4 km2), qui comprennent l'ancien adobe jusqu'à la vente de la propriété en 1944.

## Héritage
L'école élémentaire Amestoy à Gardena, en Californie, a été nommée en son honneur. L'avenue Amestoy dans la vallée de San Fernando a été nommée en son honneur. L'avenue Amestoy s'étend sur environ 7 milles (11 265 408 km) du nord au sud à travers les quartiers d'Encino, Reseda, Northridge et Granada Hills, du boulevard Ventura (interrompu) à l'autoroute 118.